# Cratere Cheb
Cheb  è un cratere sulla superficie di Marte.